# 希臘式佛教

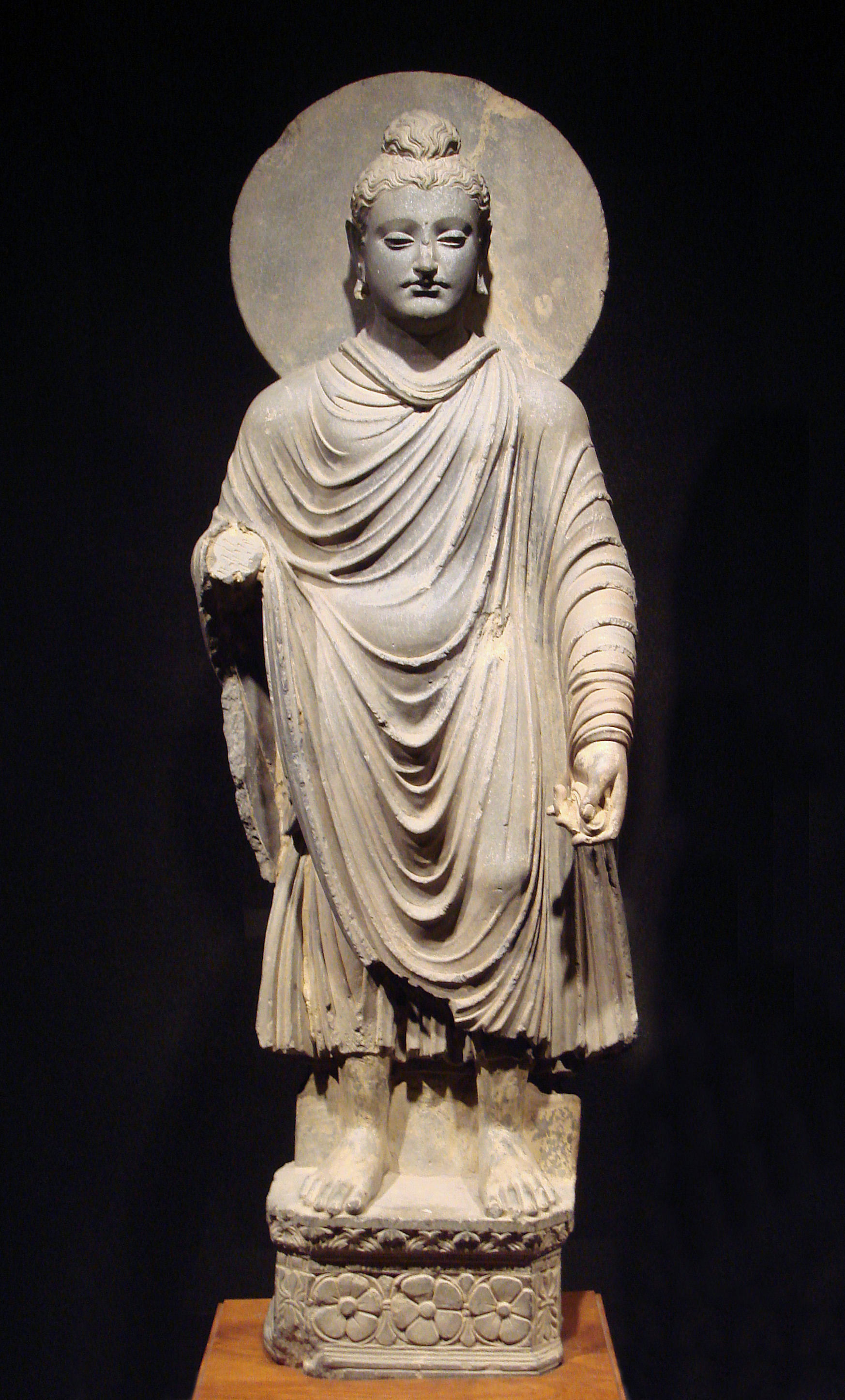
希臘式佛教風格的釋迦牟尼立像，健馱邏公元一至二世紀，今存东京国立博物馆

希臘式佛教（Greco-Buddhism）是受到希臘化文明影響的佛教，在公元前四世紀至公元二世紀於印度次大陸北部地區形成（今天阿富汗、巴基斯坦、印度北部查谟-喀什米尔邦的地區)。起源於亚歷山大大帝東征，將希臘文化帶至中亞及印度北部，由之後的希臘-巴克特里亞王國(中國稱之為大夏)、印度-希臘王國、貴霜帝國、健馱邏、马图拉、笈多王朝等王朝延續。希臘式佛教最大的影響是希臘式佛教藝術，包括受希臘風格影響的佛像，以及將希臘哲學富於理性思辯的哲學融入到大乘佛教之中，亦隨之影響到漢傳佛教和藏傳佛教、蒙古、日本、韓國的佛教。印度的梵文和希臘文同屬印歐語系，兩種語言亦互相影響。

## 歷史
希臘化時代的希臘的引入始于亚历山大大帝在公元前334年征服阿契美尼德帝国和中亚的其他地区。亚历山大然后冒险进入旁遮普（五条河流的土地），在他面前被大流士一世征服。亚历山大在击败波鲁斯时越过了梧桐和杰赫勒姆河并在希達斯皮斯河戰役之后任命他为缎带）。面对難陀王朝时，希臘军队将沿比亞斯河叛变并撤退，因此不曾完全征服旁遮普。
希腊和佛教文化之间的联系发生了几个世纪，直到公元五世纪。随着匈奴人的入侵，蒙古人以及随后扩大采用伊斯兰教（阿拉伯人和土耳其人）的各种文明。

## 宗教影響

### 基督教和佛教
虽然佛教和基督教的哲学体系发展不同，但阿育王的法令中包含的佛教道德规范与两个多世纪后发展起来的基督教道德规范有一些相似之处：尊重生命，尊重死者，拒绝暴力，宽恕“罪人”和宽容。
佛陀出生的故事在西方是众所周知的，可能是受耶稣诞生的故事影响。圣杰罗姆（4世纪）提到佛陀的诞生，他说“他出生在处女的怀抱中”。同样在Arquelao de Cascar（278年）的一个片段中，提到了佛陀母亲的童贞。

## 藝術影響

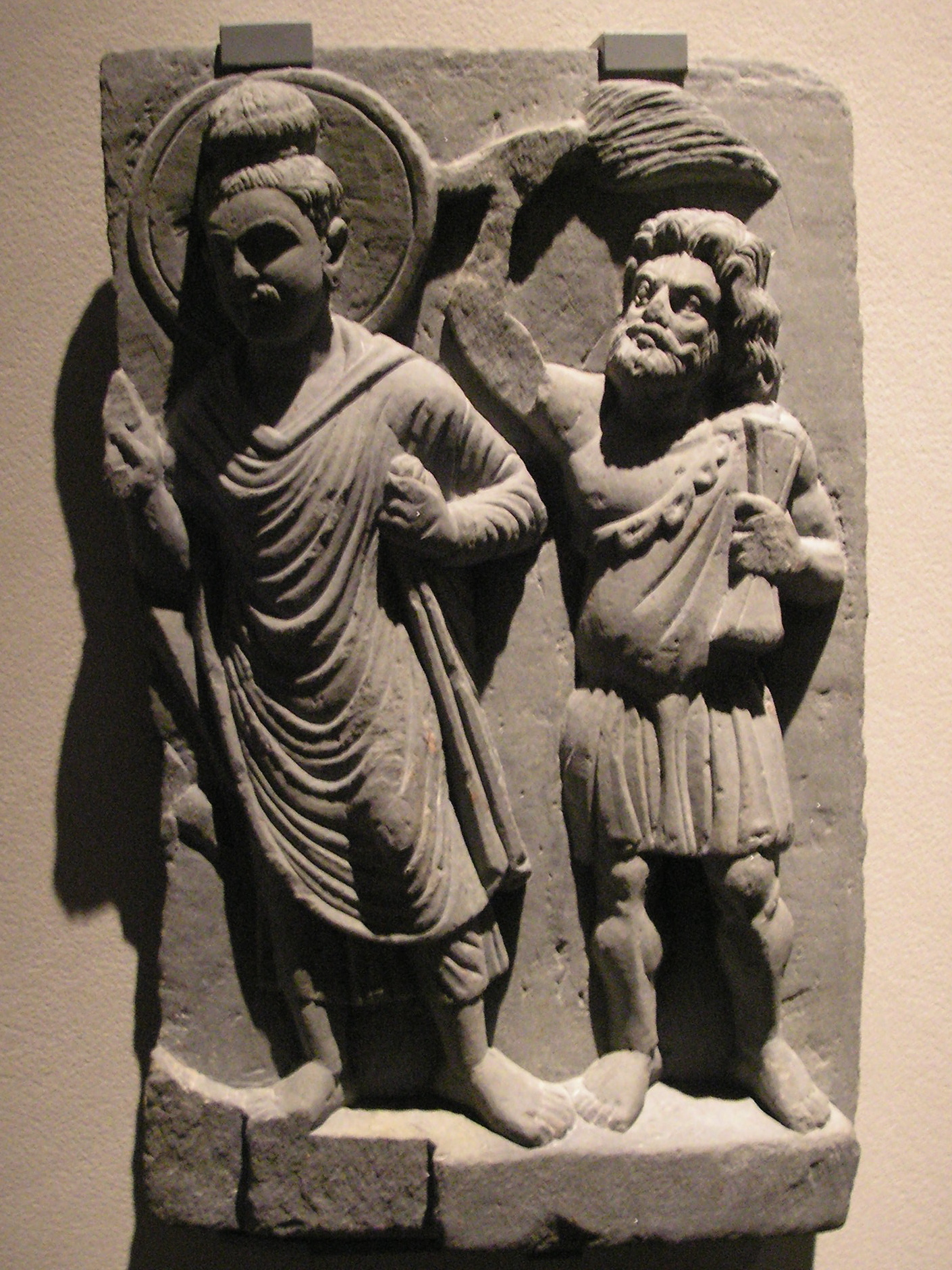
釋迦牟尼的護衛金剛手菩薩，被認為是希臘神話人物海克力斯的一個希臘式佛教化身。 (健馱邏國，公元1世紀)

在這段時期出現大量受到希臘藝術風格影響的佛陀形象，尤其以寫實的佛像雕塑最有代表性，是印度佛教文化与希腊及地中海古典文化融汇、结合的产物。
希腊文化对于佛教最大的较无争议的影响是佛像艺术。印度本来不許刻製佛像，是希腊文化傳過來之后才有。
吕澂《印度佛学源流略讲》提到：
“在贵霜王朝，印度开始有佛像菩萨像的雕刻。按佛教规定，是不许雕刻佛像的，只许用佛行事做象征性的纪念，如在佛生前行过之处刻一脚印，说法处所刻一法轮或菩提树形等等。……从阿育王时代传入佛教后，逐渐也有希腊人信佛，他们原有崇拜偶像的习惯。觉得不能不有个佛像，尽管印度人不许刻像，他们那里还是刻了。”